# Джефф Сарджент
Джефф Сарджент (англ. Geoff Sarjeant; 30 листопада 1969, Оріллія, Онтаріо) — канадський хокеїст, воротар, виступав за команди АХЛ, Німецької хокейної ліги, провів чотири матчі за клуб НХЛ «Сент-Луїс Блюз» у сезоні 1995/1996 років.

## Кар'єра
Розпочав свою кар'єру в 1986 в клубі «Аврора Іглс». Протягом чотирьох років з 1988 по 1992 рік у Мічиганському технологічному університеті, в якому він навчався у той час.
В сезоні 1992/93 став професійним воротарем захищаючи кольори Пеорія Райвермен. 1994 рік приніс йому номінацію All-Star команди. Правда, контракт з ним не був продовжений, і тому він приєднався у вересні 1995 року як вільний агент до клубу «Сан-Хосе Шаркс» (за команду не грав, виступав у фарм-клубі). У наступні роки Сарджент також виступав в основі за фарм-клуби НХЛ, поки не переїхав до Європи в 1999 році. Там він грав рік у Великій Британії, а в 2000/01 році в Німеччині у клубі «Ессен» Німецької хокейної ліги. Влітку 2001 року він закінчив свою кар'єру.

## Нагороди та досягнення
- Команда всіх зірок Кубок Шпенглера 1991.
- Міжнародна хокейна ліга або Колоніальна хокейна ліга Команда всіх зірок — 1994.